# Lista tabletów marki Samsung

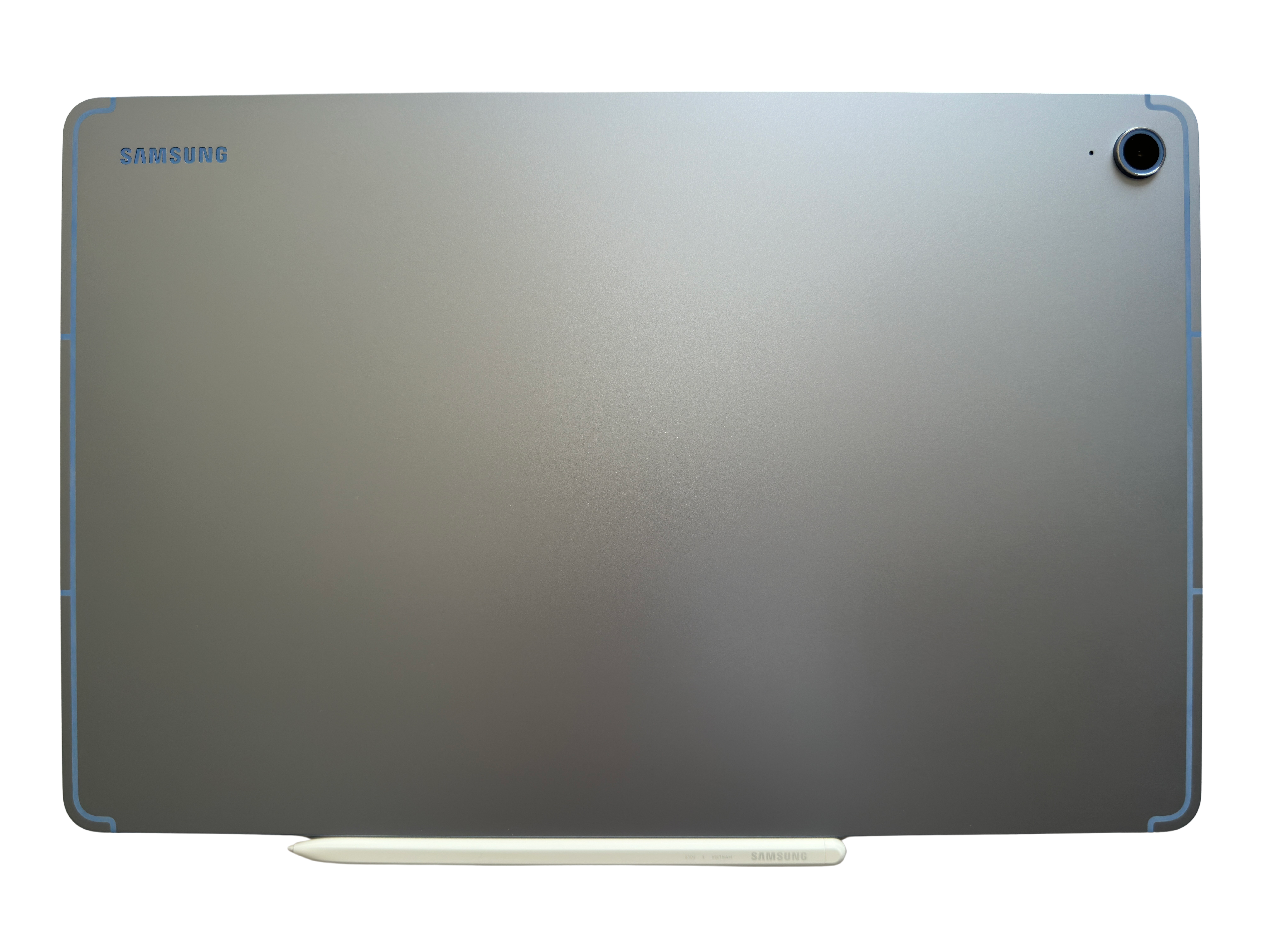
Tablet marki Samsung

Lista tabletów marki Samsung – lista wyprodukowanych tabletów przez firmę Samsung. Modele wyprodukowane pod marką Samsung.

## 2010
| Model                | Wymiary (mm)       | Masa(g) | Obsługa sieci | Wyświetlacz(cale) | Pamięć(GB) | Aparat cyfrowy (Mpx) | Ogniwo(mAh) | Też znany jako | Źródło |
| -------------------- | ------------------ | ------- | ------------- | ----------------- | ---------- | -------------------- | ----------- | -------------- | ------ |
| Galaxy Tab 7.0 Wi-Fi | 190,1 x 120,5 x 12 | 380     | Wi-FI         | 7                 | 16/0,5 RAM | 3                    | 4000        | P1010          | [ 1 ]  |
| Galaxy Tab 7.0 3G    | 190,1 x 120,5 x 12 | 380     | 2G, 3G, Wi-Fi | 7                 | 16/0,5 RAM | 3                    | 4000        | P1000          | [ 2 ]  |

2011
| Model                   | Wymiary (mm)        | Masa(g) | Obsługa sieci | Wyświetlacz(cale) | Pamięć(GB) | Aparat cyfrowy (Mpx) | Ogniwo(mAh) | Też znany jako | Źródło |
| ----------------------- | ------------------- | ------- | ------------- | ----------------- | ---------- | -------------------- | ----------- | -------------- | ------ |
| Galaxy Tab 10.1 3G      | 256,7 x 175,3 x 8,6 | 565     | 2G, 3G, Wi-Fi | 10.1              | 16/1 RAM   | 3                    | 7000        | P7500          | [ 3 ]  |
| Galaxy Tab 10.1         | 256,7 x 175,3 x 8,6 | 565     | Wi-FI         | 10.1              | 16/1 RAM   | 3                    | 7000        | P7510          | [ 4 ]  |
| Galaxy Tab 7 Plus 3G    | 193,7 x 122,4 x 9,9 | 345     | 2G, 3G, Wi-Fi | 7                 | 16/1 RAM   | 3                    | 4000        | P6200          | [ 5 ]  |
| Galaxy Tab 7 Plus Wi-Fi | 193,7 x 122,4 x 9,9 | 345     | Wi-FI         | 7                 | 16/1 RAM   | 3                    | 4000        | P6210          | [ 6 ]  |

2012
| Model                  | Wymiary (mm)         | Masa(g) | Obsługa sieci      | Wyświetlacz(cale) | Pamięć(GB)     | Aparat cyfrowy (Mpx) | Ogniwo(mAh) | Też znany jako | Źródło |
| ---------------------- | -------------------- | ------- | ------------------ | ----------------- | -------------- | -------------------- | ----------- | -------------- | ------ |
| Galaxy Tab 8.9 3G      | 231 x 157,8 x 8,6    | 453     | 2G, 3G, Wi-Fi      | 8.9               | 16/1 RAM       | 3                    | 6000        | P7300          | [ 7 ]  |
| Galaxy Tab 8.9 Wi-Fi   | 231 x 157,8 x 8,6    | 448     | Wi-FI              | 8.9               | 16/1 RAM       | 3                    | 6000        | P7310          | [ 8 ]  |
| Galaxy Tab 8.9 LTE     | 231 x 157,8 x 8,6    | 458     | 2G, 3G, LTE, Wi-Fi | 8.9               | 16/1 RAM       | 3                    | 6100        | P7320          | [ 9 ]  |
| Galaxy Tab 2 10.1      | 256,6 x 175,3 x 9,7  | 588     | Wi-FI              | 10.1              | 16/1 RAM       | 3                    | 7000        | P5100 / P5110  | [ 10 ] |
| Galaxy Tab 2 7.0       | 193,7 x 122,4 x 10,5 | 345     | Wi-FI              | 7                 | 32,16,8/1 RAM  | 3                    | 4000        | P3100          | [ 11 ] |
| Galaxy Note 10.1 Wi-Fi | 262 x 180 x 8,9      | 600     | Wi-FI              | 10.1              | 64,32,16/1 RAM | 5                    | 7000        | N8010          | [ 12 ] |
| Galaxy Note 10.1 3G    | 262 x 180 x 8,9      | 600     | 2G, 3G, Wi-Fi      | 10.1              | 64,32,16/2 RAM | 5                    | 7000        | N8000          | [ 13 ] |
| Ativ Tab               | 265,8 x 168,1 x 8,9  | 570     | Wi-FI              | 10.1              | 32/2 RAM       | 5                    | 8200        | P8510          | [ 14 ] |
| Nexus 10               | 263,9 x 177,6 x 8,9  | 603     | Wi-FI              | 10.1              | 16/2 RAM       | 5                    | 9000        | P8110          | [ 15 ] |

2013
| Model                               | Wymiary (mm)        | Masa(g) | Obsługa sieci      | Wyświetlacz(cale) | Pamięć(GB)     | Aparat cyfrowy (Mpx) | Ogniwo(mAh) | Też znany jako | Źródło |
| ----------------------------------- | ------------------- | ------- | ------------------ | ----------------- | -------------- | -------------------- | ----------- | -------------- | ------ |
| Galaxy Note 8.0 3G                  | 210,8 x 135,9 x 8   | 338     | 2G, 3G, Wi-Fi      | 8                 | 16/2 RAM       | 5                    | 4600        | N5110          | [ 16 ] |
| Galaxy Note 8.0 LTE                 | 210,8 x 135,9 x 8   | 338     | 2G, 3G, LTE, Wi-Fi | 8                 | 16/2 RAM       | 5                    | 4600        | N5120          | [ 17 ] |
| Galaxy Note 8.0 Wi-Fi               | 210,8 x 135,9 x 8   | 338     | Wi-FI              | 8                 | 16/2 RAM       | 5                    | 4600        | N5100          | [ 18 ] |
| Galaxy Tab 3 7.0 3G                 | 188 x 111,1 x 9,9   | 306     | 2G, 3G, Wi-Fi      | 7                 | 8/1 RAM        | 3                    | 4000        | P3200          | [ 19 ] |
| Galaxy Tab 3 10.1 3G                | 243,1 x 176,1 x 8   | 510     | 2G, 3G, Wi-Fi      | 10.1              | 16/1 RAM       | 3                    | 6800        | P5200          | [ 20 ] |
| Galaxy Tab 3 10.1 LTE               | 243,1 x 176,1 x 8   | 510     | 2G, 3G, LTE, Wi-Fi | 10.1              | 16/1 RAM       | 3                    | 6800        | P5220          | [ 21 ] |
| Galaxy Tab 3 7.0 Wi-Fi              | 188 x 111,1 x 9,9   | 306     | Wi-FI              | 7                 | 16/1 RAM       | 3                    | 4000        | P3210, T210    | [ 22 ] |
| Galaxy Tab 3 8.0 Wi-Fi              | 209,8 x 123,8 x 7,4 | 314     | Wi-FI              | 8                 | 16/1,5 RAM     | 5                    | 4450        | T310           | [ 23 ] |
| Galaxy Tab 3 8.0 3G                 | 209,8 x 123,8 x 7,4 | 314     | 2G, 3G, Wi-Fi      | 8                 | 16/1,5 RAM     | 5                    | 4450        | T311           | [ 24 ] |
| Galaxy Tab 3 8.0 LTE                | 209,8 x 123,8 x 7,4 | 314     | 2G, 3G, LTE, Wi-Fi | 8                 | 16/1,5 RAM     | 5                    | 4450        | T315           | [ 25 ] |
| Galaxy Tab 3 10.1 Wi-Fi             | 243,1 x 176,1 x 8   | 510     | Wi-FI              | 10.1              | 16/1 RAM       | 3                    | 6800        | P5210          | [ 26 ] |
| Galaxy Tab 3 Kids                   | 188 x 111 x 9,9     | 302     | Wi-FI              | 7                 | 8/1 RAM        | 3                    | 4000        | T2105          | [ 27 ] |
| Galaxy Note 10.1 2014 edition LTE   | 243,1 x 171,4 x 7,9 | 540     | 2G, 3G, LTE, Wi-Fi | 10.1              | 64,32,16/3 RAM | 8                    | 8220        | P605           | [ 28 ] |
| Galaxy Note 10.1 2014 edition Wi-Fi | 243,1 x 171,4 x 7,9 | 540     | Wi-FI              | 10.1              | 64,32,16/3 RAM | 8                    | 8220        | P600           | [ 29 ] |
| Galaxy Note 10.1 2014 edition 3G    | 243,1 x 171,4 x 7,9 | 540     | 2G, 3G, Wi-Fi      | 10.1              | 64,32,16/3 RAM | 8                    | 8220        | P601           | [ 30 ] |

2014
| Model                      | Wymiary (mm)         | Masa(g) | Obsługa sieci      | Wyświetlacz(cale) | Pamięć(GB) | Aparat cyfrowy (Mpx) | Ogniwo(mAh) | Też znany jako      | Źródło |
| -------------------------- | -------------------- | ------- | ------------------ | ----------------- | ---------- | -------------------- | ----------- | ------------------- | ------ |
| Galaxy Tab Pro 8.4 LTE     | 219 x 128,5 x 7,2    | 335     | 2G, 3G, LTE, Wi-Fi | 8.4               | 16/2 RAM   | 8                    | 4800        | T325                | [ 31 ] |
| Galaxy Tab 3 Lite 7.0 3G   | 193,4 x 116,4 x 9,7  | 310     | 2G, 3G, Wi-Fi      | 7                 | 16/1 RAM   | 2                    | 3600        | T111                | [ 32 ] |
| Galaxy Tab Pro 8.4 Wi-Fi   | 219 x 128,5 x 7,2    | 335     | Wi-FI              | 8.4               | 16/2 RAM   | 8                    | 4800        | T320                | [ 33 ] |
| Galaxy Note Pro 12.2 Wi-Fi | 295,6 x 204 x 8      | 753     | Wi-FI              | 12.2              | 32/3 RAM   | 8                    | 9500        | P900                | [ 34 ] |
| Galaxy Tab Pro 10.1 Wi-Fi  | 243,1 x 171,4 x 7,3  | 477     | Wi-FI              | 10.1              | 16/2 RAM   | 8                    | 8220        | T520                | [ 35 ] |
| Galaxy Note Pro 12.2 LTE   | 295,6 x 204 x 8      | 753     | 2G, 3G, LTE, Wi-Fi | 12.2              | 32/3 RAM   | 8                    | 9500        | P905                | [ 36 ] |
| Galaxy Tab Pro 10.1 LTE    | 243,1 x 171,4 x 7,3  | 477     | 2G, 3G, LTE, Wi-Fi | 10.1              | 16/2 RAM   | 8                    | 8220        | T525                | [ 37 ] |
| Galaxy Tab 4 7.0 Wi-Fi     | 186,9 x 107,9 x 9    | 276     | Wi-FI              | 7                 | 8/1,5 RAM  | 3                    | 4000        | T230                | [ 38 ] |
| Galaxy Tab 4 7.0 3G        | 186,9 x 107,9 x 9    | 276     | 2G, 3G, Wi-Fi      | 7                 | 8/1,5 RAM  | 3                    | 4000        | T231                | [ 39 ] |
| Galaxy Tab 4 7.0 LTE       | 186,9 x 107,9 x 9    | 276     | 2G, 3G, LTE, Wi-Fi | 7                 | 8/1,5 RAM  | 3                    | 4000        | T235                | [ 40 ] |
| Galaxy Tab 4 10.1 LTE      | 243,4 x 176,4 x 8    | 487     | 2G, 3G, LTE, Wi-Fi | 10.1              | 16/1,5 RAM | 3                    | 6800        | T535                | [ 41 ] |
| Galaxy Tab 4 8.0 LTE       | 210 x 124 x 8        | 320     | 2G, 3G, LTE, Wi-Fi | 8                 | 16/1,5 RAM | 3                    | 4450        | T335                | [ 42 ] |
| Galaxy Tab 4 10.1 3G       | 243,4 x 176,4 x 8    | 487     | 2G, 3G, Wi-Fi      | 10.1              | 16/1,5 RAM | 3                    | 6800        | T531                | [ 43 ] |
| Galaxy Tab 4 10.1 Wi-Fi    | 243,4 x 176,4 x 8    | 487     | Wi-FI              | 10.1              | 16/1,5 RAM | 3                    | 6800        | T530                | [ 44 ] |
| Galaxy Tab 4 8.0 3G        | 210 x 124 x 8        | 320     | 2G, 3G, Wi-Fi      | 8                 | 16/1,5 RAM | 3                    | 4450        | T331                | [ 45 ] |
| Galaxy Tab 4 8.0 Wi-Fi     | 210 x 124 x 8        | 320     | Wi-FI              | 8                 | 16/1,5 RAM | 3                    | 4450        | T330                | [ 46 ] |
| Galaxy Tab S 10.5 LTE      | 247,3 x 177,3 x 6,6  | 467     | 2G, 3G, LTE, Wi-Fi | 10.5              | 16/3 RAM   | 8                    | 7900        | Chagall, T805, T805 | [ 47 ] |
| Galaxy Tab S 10.5 Wi-Fi    | 247,3 x 177,3 x 6,6  | 467     | Wi-FI              | 10.5              | 16/3 RAM   | 8                    | 7900        | T800                | [ 48 ] |
| Galaxy Tab S 8.4 LTE       | 212,8 x 126,6 x 6,6  | 298     | 2G, 3G, LTE, Wi-Fi | 8.4               | 16/3 RAM   | 8                    | 4900        | T705                | [ 49 ] |
| Galaxy Tab S 8.4 Wi-Fi     | 212,8 x 126,6 x 6,6  | 298     | Wi-FI              | 8.4               | 16/3 RAM   | 8                    | 4900        | T700, T700          | [ 50 ] |
| Galaxy Tab Active          | 213,1 x 126,2 x 9,75 | 393     | Wi-FI              | 8                 | 16/1,5 RAM | 3                    | 4450        | T360, T360          | [ 51 ] |
| Galaxy Tab Active Lte      | 213,1 x 126,2 x 9,75 | 393     | 2G, 3G, LTE, Wi-Fi | 8                 | 16/1,5 RAM | 3                    | 4450        | T365, T365          | [ 52 ] |

2015
| Model                   | Wymiary (mm)           | Masa(g) | Obsługa sieci      | Wyświetlacz(cale) | Pamięć(GB) | Aparat cyfrowy (Mpx) | Ogniwo(mAh) | Też znany jako                        | Źródło |
| ----------------------- | ---------------------- | ------- | ------------------ | ----------------- | ---------- | -------------------- | ----------- | ------------------------------------- | ------ |
| Galaxy Tab A 9.7 Wi-Fi  | 242,5 x 166,8 x 7,5    | 450     | Wi-FI              | 9.7               | 16/1,5 RAM | 5                    | 6000        | T550, SM-T550                         | [ 53 ] |
| Galaxy Tab A 9.7 LTE    | 242,57 x 166,88 x 7,37 | 453     | 2G, 3G, LTE, Wi-Fi | 9.7               | 16/1,5 RAM | 5                    | 6000        | T555, T555                            | [ 54 ] |
| Galaxy Tab E 96 3G      | 241,9 x 149,5 x 8,5    | 490     | 2G, 3G, Wi-Fi      | 9.6               | 8/1,5 RAM  | 5                    | 5000        | T560, T560                            | [ 55 ] |
| Galaxy Tab E 96 Wi-Fi   | 241,8 x 149,6 x 9,65   | 549     | Wi-FI              | 9.6               | 16/1,5 RAM | 5                    | 5000        | T560N, T560N, Galaxy Tab E Wi-Fi Nook | [ 56 ] |
| Galaxy Tab S2 9.7 LTE   | 237,3 x 169 x 5,6      | 392     | 2G, 3G, LTE, Wi-Fi | 9.7               | 32/3 RAM   | 8                    | 5870        | T815                                  | [ 57 ] |
| Galaxy Tab S2 8.0 LTE   | 198,6 x 134,8 x 5,6    | 265     | 2G, 3G, LTE, Wi-Fi | 8                 | 32/3 RAM   | 8                    | 4000        | T715                                  | [ 58 ] |
| Galaxy Tab S2 9.7 Wi-Fi | 237,3 x 169 x 5,6      | 392     | Wi-FI              | 9.7               | 32/3 RAM   | 8                    | 5870        | T810                                  | [ 59 ] |
| Galaxy Tab S2 8.0 Wi-Fi | 198,6 x 134,8 x 5,6    | 265     | Wi-FI              | 8                 | 32/3 RAM   | 8                    | 4000        | T715                                  | [ 60 ] |

2016
| Model                   | Wymiary (mm)        | Masa(g) | Obsługa sieci      | Wyświetlacz(cale) | Pamięć(GB) | Aparat cyfrowy (Mpx) | Ogniwo(mAh) | Też znany jako | Źródło |
| ----------------------- | ------------------- | ------- | ------------------ | ----------------- | ---------- | -------------------- | ----------- | -------------- | ------ |
| Galaxy Tab A 7.0 Wi-Fi  | 186,9 x 108,8 x 8,7 | 283     | Wi-FI              | 7                 | 8/1,5 RAM  | 5                    | 4000        | T280           | [ 61 ] |
| Galaxy Tab A 7.0 LTE    | 186,9 x 108,8 x 8,7 | 283     | 2G, 3G, LTE, Wi-Fi | 7                 | 8/1,5 RAM  | 5                    | 4000        | T285           | [ 62 ] |
| Galaxy Tab A 10.1 Wi-Fi | 254,2 x 155,3 x 8,2 | 525     | Wi-FI              | 10.1              | 16/2 RAM   | 8                    | 7300        | T580NZKAXEO    | [ 63 ] |
| Galaxy Tab A 10.1 LTE   | 254,2 x 155,3 x 8,2 | 525     | 2G, 3G, LTE, Wi-Fi | 10.1              | 16/2 RAM   | 8                    | 7300        | T585NZKAXEO    | [ 64 ] |

2017
| Model              | Wymiary (mm)    | Masa(g) | Obsługa sieci      | Wyświetlacz(cale) | Pamięć(GB) | Aparat cyfrowy (Mpx) | Ogniwo(mAh) | Też znany jako | Źródło |
| ------------------ | --------------- | ------- | ------------------ | ----------------- | ---------- | -------------------- | ----------- | -------------- | ------ |
| Galaxy Tab S3 WiFi | 237,3 x 169 x 6 | 429     | Wi-FI              | 9,7               | 32/4 RAM   | 13                   | 6000        | SM-T820, T820  | [ 65 ] |
| Galaxy Tab S3 LTE  | 237,3 x 169 x 6 | 434     | 2G, 3G, LTE, Wi-Fi | 9,7               | 32/4 RAM   | 13                   | 6000        | SM-T825, T825  | [ 66 ] |